# Liste des îles du Danemark
Voici une liste des îles du Danemark.

## Présentation générale
En excluant le Groenland et les îles Féroé, le Danemark compte 443 îles portant un nom, dont 76 sont habitées.
De nouvelles îles sont parfois formées par sédimentation. Tel est le cas entre l'île d'Æbelø et la Fionie où est apparu Drætlingen à la fin des années 1990, puis un îlot encore sans nom qui a été répertorié en 2008. Ces nouvelles îles sont généralement moins stables et peuvent disparaître à nouveau. D'autres îles sont créées artificiellement. Peberholm, formée dans le processus de construction du pont de l'Øresund, est un exemple célèbre. D'autres îles danoises artificielles correspondent à des forteresses marines au large de Copenhague, comme Middelgrundsfortet, Trekroner et Flakfortet.
Des îles peuvent aussi disparaître. Jordsand, une des îles de la mer des Wadden danoise, avait une superficie de 2 000 hectares selon les registres de 1231. Après une série de tempêtes violentes au cours de ce siècle, sa superficie avait été réduite à environ 41 hectares, puis à 18 hectares en 1763. En décembre 1999, la Tempête Anatol fit disparaître le reste de l'île.
Dans d'autres cas, des îles sont absorbées par des masses voisines de la terre ferme à la suite de l'une sédimentation naturelle ou la bonification des terres artificielles dans les bras de mer qui les séparent. Île se transforme en cap ou promontoire.
La deuxième île du Danemark en superficie, le Vendsyssel-Thy, n'a pas toujours été une île. Une tempête le 3 février 1825 a submergé le cordon littoral, l'Agger Tange, et a donc séparé le Jutland du Nord du continent.

## Liste alphabétique générale
- Haut – A
- B
- C
- D
- E
- F
- G
- H
- I
- J
- K
- L
- M
- N
- O
- P
- Q
- R
- S
- T
- U
- V
- W
- X
- Y
- Z

### A
- Æbelø
- Ærø
- Agerø
- Agersø
- Albuen
- Alrø
- Als
- Amager
- Anholt
- Årø
- Askø
- Avernakø

### B
- Baglhólmur
- Bågø
- Barneholm
- Barsø
- Birkholm
- Bjørnø
- Bogø
- Borðoy
- Bornholm
- Brandsø

### C
- Christiansø

### D
- Dræet
- Drejø
- Dybsø

### E
- Egholm(Aalborg)
- Egholm(Grand Belt)
- Ejlinge
- Endelave
- Enehøje
- Enø
- Ertholmene
- Eskilsø
- Eysturoy

### F
- Fænø
- Falster
- Fanø
- Farø
- Fejø
- Femø
- Fionie (Fyn)
- Fjandø
- Frederiksø(Ertholmene)
- Fugloy
- Fur

### G
- Gáshólmur
- Gavnø
- Gjøl
- Glænø
- Græsholm(Ertholmene)
- Groenland

### H
- Halmø
- Hans Ø (partagée entre le Danemark et le Canada depuis 2022)
- Helnæs
- Hesselø
- Hestur
- Hindø
- Hirsholm
- Hjarnø
- Hjelm
- Hjelmshoved
- Hjortø
- Hovshólmur
- Hoyvíkshólmur
- Hyllekrog

### I
- Illumø

### J
- Jegindø

### K
- Kalsoy
- Kalvø
- Kirkjubøhólmur
- Koltur
- Kunoy

### L
- Læsø
- Langø
- Langeland
- Langli
- Lilleø
- Lindholm (jusqu'à Møn)
- Lindholm (jusqu'à Lolland)
- Lítla Dímun
- Livø
- Lolland Laaland
- Lopranshólmur
- Lyø

### M
- Mandø
- Masnedø
- Møn
- Mors
- Musholm
- Mykines
- Mykineshólmur

### N
- Nekselø
- Nólsoy
- Nyord

### O
- Omø
- Orø

### P
- Peberholm

### R
- Rågø
- Rømø
- Romsø

### S
- Saltholm
- Samsø
- Sandoy
- Seeland
- Sejerø
- Siø
- Skalø
- Skarø
- Skúvoy
- Slotø
- Slotsholmen
- Spirholm
- Sprogø
- Stóra Dímun
- Store Okseø
- Store Svelmø
- Streymoy
- Strynø
- Strynø Kalv
- Suðuroy
- Sumbiarhólmur
- Svínoy

### T
- Tærø
- Tåsinge
- Thurø
- Tindhólmur
- Tjaldavíkshólmur
- Torø
- Tornø
- Trøllhøvdi
- Tunø

### V
- Vágar
- Vejlø
- Vejrø
- Venø
- Vendsyssel-Thy(Île du Nord Jutland)
- Viðoy
- Vigelsø
- Vorsø

## Liste en fonction de la superficie
| Classement | île            | Superficie (km2) | Population (1er janvier 2013) | Localisation                                    |
| ---------- | -------------- | ---------------- | ----------------------------- | ----------------------------------------------- |
| 1          | Seeland        | 7 031            | 2 208 348                     | Cattégat / Grand Belt / Øresund / mer Baltique  |
| 2          | Vendsyssel-Thy | 4 685            | 297 886                       | Mer du Nord / Cattégat / Skagerrak / Limfjord   |
| 3          | Fionie         | 2 985            | 456 128                       | Grand Belt / Petit Belt / Cattégat              |
| 4          | Lolland        | 1 243            | 62 578                        | Guldborgsund / Smålandsfarvandet / mer Baltique |
| 5          | Bornholm       | 588              | 40 715                        | Mer Baltique                                    |
| 6          | Falster        | 514              | 42 544                        | Mer Baltique / Détroit de Storstrøm             |
| 7          | Mors           | 368              | 21 163                        | Limfjord                                        |
| 8          | Als            | 312              | 50 682                        | Petit Belt                                      |
| 9          | Langeland      | 284              | 12 644                        | Grand Belt                                      |
| 10         | Møn            | 218              | 9 580                         | Mer Baltique                                    |
| 11         | Rømø           | 129              | 618                           | Mer des Wadden, Mer du Nord                     |
| 12         | Samsø          | 112              | 3 806                         | Cattégat                                        |
| 13         | Læsø           | 101              | 1 839                         | Cattégat                                        |
| 14         | Amager         | 95               | 180 657                       | Øresund                                         |
| 15         | Ærø            | 88               | 6 516                         | Archipel au sud de Fiona                        |
| 16         | Tåsinge        | 70               | 6 174                         | Archipel au sud de Fiona                        |
| 17         | Fanø           | 56               | 3 237                         | Mer des Wadden, Mer du Nord                     |
| 18         | Fur            | 22               | 826                           | Limfjorden                                      |
| 19         | Anholt         | 22               | 169                           | Cattégat                                        |
| 20         | Fejø           | 16               | 464                           | Smålandsfarvandet                               |